# Lukáš Trefil
Lukáš Trefil, né le 21 septembre 1988 à Prague, est un kayakiste tchèque.
Aux Jeux olympiques d'été de 2012 à Londres, il est médaillé de bronze de kayak à quatre 1 000 m avec Josef Dostál, Daniel Havel et Jan Štěrba.